# Kompassen, Örebro

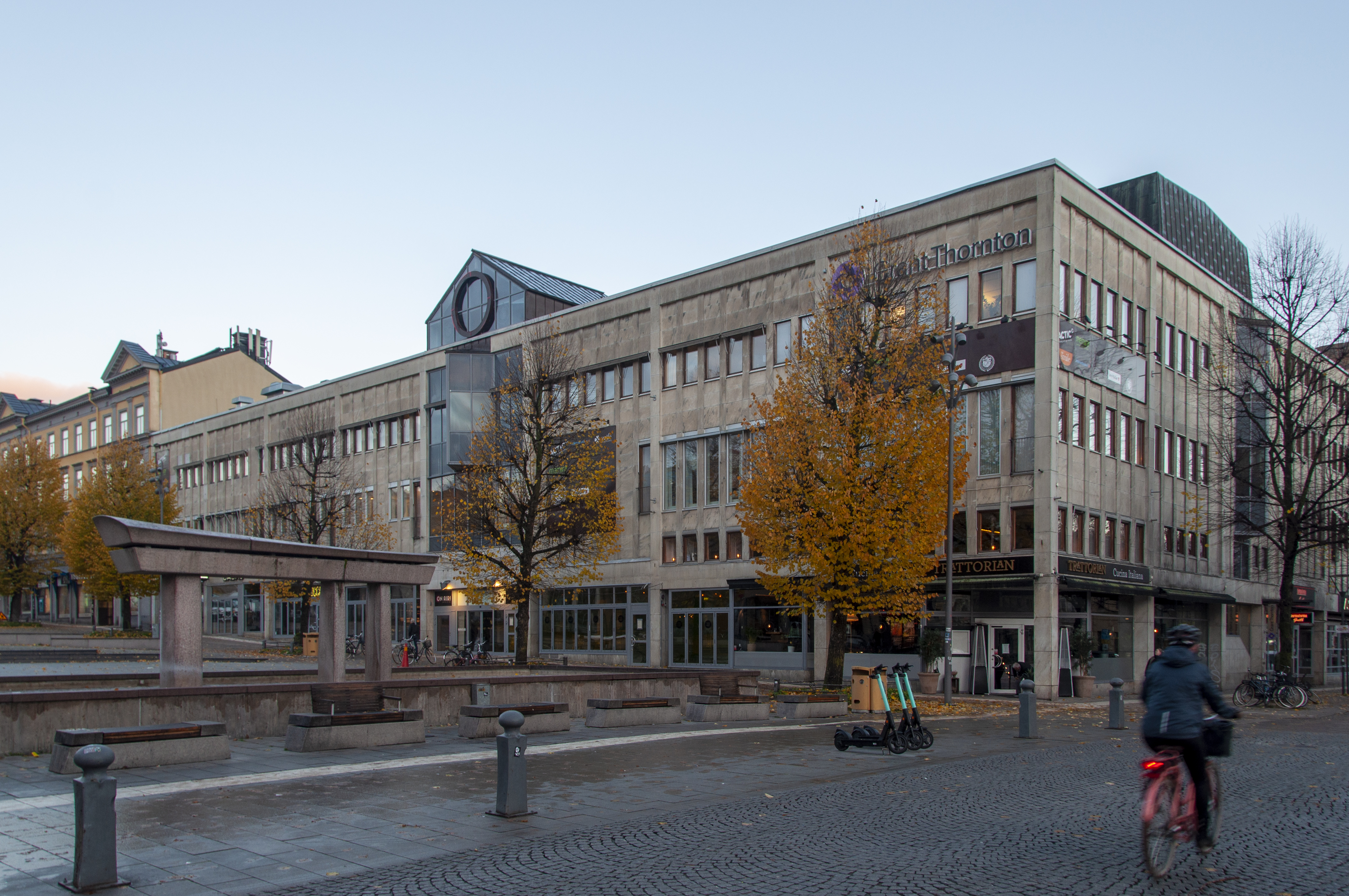
Kompassen

Kompassen, beläget i det tidigare Domus-huset, är ett handels- , mat- och aktivitetshus med en liten galleria som ligger på Stortorget i Örebro. Innan Kompassen (tidigare Domus) uppfördes på denna tomt år 1962, låg här de s.k. Atterlingska basarerna. Arkitekt för Domusvaruhuset var Herman Borendal.
Konsumtionsföreningen Örebro hade köpt tomten där Atterlingska basarerna låg redan 1941. Byggandet inleddes hösten 1962 och varuhuset kunde invigas den 9 april 1964.
Byggnaden genomgick under 2011 och 2012 omfattande ombyggnationer i olika etapper.
Fastigheten Kitteln 11 där byggnaden ligger såldes av KF 1991 och har därefter bytt ägare flera gånger. År 1998 blev Storheden ensam ägare. Senare ägdes fastigheten av Wihlborgs som år 2002 överlät den till Adcore (snart omdöpt till Klövern). Klövern sålde fastigheter till Pare Fastigheter i mars 2010. Senare ägdes fastigheten av Agora som köptes av Klövern, varpå Klövern åter sålde fastigheten, denna gång till Nyfosa.